# NGC 7836
NGC 7836 (другие обозначения — PGC 608, UGC 65, IRAS00054+3247, MK 336, KUG 0005+327, ZWG 499.51, NPM1G +32.0005, ZWG 498.79) — неправильная  или спиральная галактика на расстоянии около 260 миллионов световых лет в созвездии Андромеды. Открыта астрономом Льюисом Свифтом 20 сентября 1885 года.
NGC 7836 является представителем группы галактик NGC 7831 и входит в состав сверхскопления Персея-Рыб.
Этот объект входит в число перечисленных в оригинальной редакции «Нового общего каталога».